# Сан Панталеоне (Ређо ди Калабрија)
Сан Панталеоне је насеље у Италији у округу Ређо ди Калабрија, региону Калабрија.
Према процени из 2011. у насељу је живело 556 становника. Насеље се налази на надморској висини од 539 м.